# Dasyuris hedylepta
Dasyuris hedylepta är en fjärilsart som beskrevs av Turn 1904. Dasyuris hedylepta ingår i släktet Dasyuris och familjen mätare. Inga underarter finns listade i Catalogue of Life.